# Monte Usumeersip

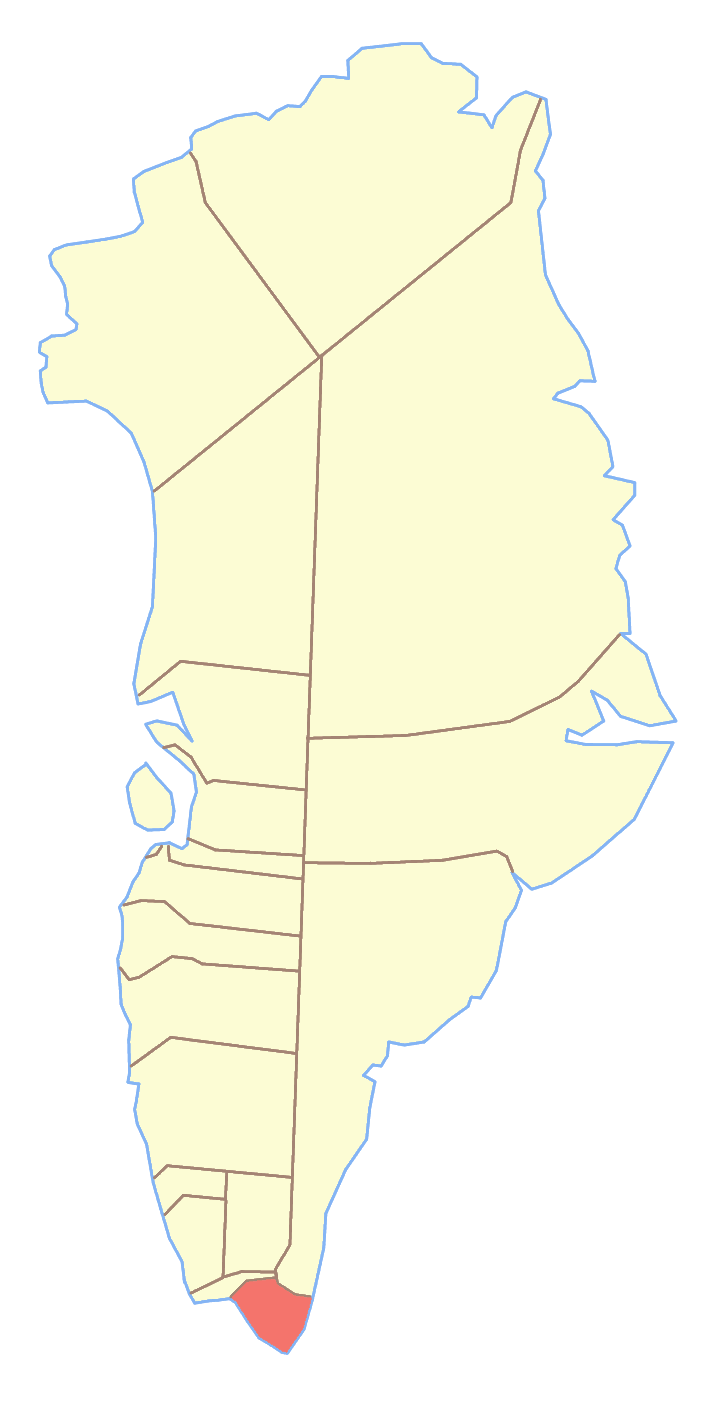
Ex comune di Nanortalik, dove si trovava il Monte Usumeersip

Il monte Usumeersip (groenlandese: Usumeersip Qaqqaa) è una montagna della Groenlandia di 1248 m. Si trova a 60°30'N 44°52'O; appartiene al comune di Kujalleq.